# Wiklöf Holding Arena
El Wiklöf Holding Arena originalmente Mariehamn-idrottsparken es un estadio multiusos ubicado en la ciudad de Mariehamn, Provincia de las Islas de Åland, Finlandia. Fue inaugurado en 1932 y posee una capacidad para 5.300 espectadores, sirve como sede a los clubes IFK Mariehamn, de la primera liga de fútbol de Finlandia, la Veikkausliiga y al cuadro femenino de Åland United de la Kansallinen Liiga.
El estadio fue inaugurado en 1932 como Mariehamn-idrottsparken. En 1979 se le agregó una pista atlética alrededor del campo de juego, una nueva renovación en 2005, se construyó una nueva tribuna con alrededor de 1600 asientos cubiertos y la instalación de iluminación artificial. El empresario nacido en Åland, Anders Wiklöf, financió gran parte del costo, razón por la cual el complejo deportivo paso a llamarse Wiklöf Holding desde entonces. El estadio reconstruido fue reinaugurado el 27 de agosto de 2006 con el partido de liga entre el IFK Mariehamn y el HJK Helsinki (0-0).

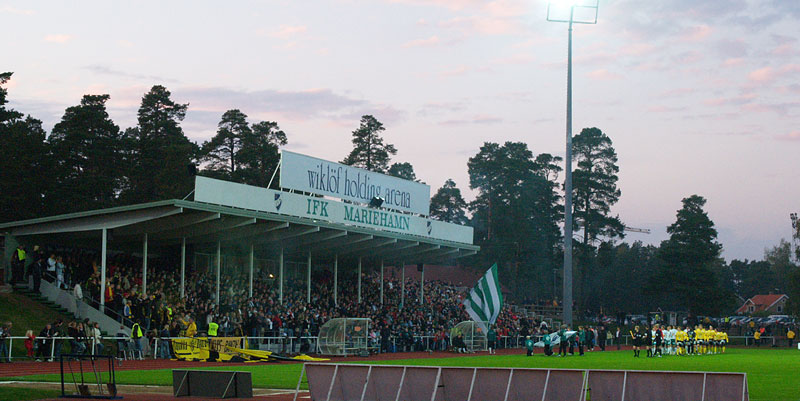
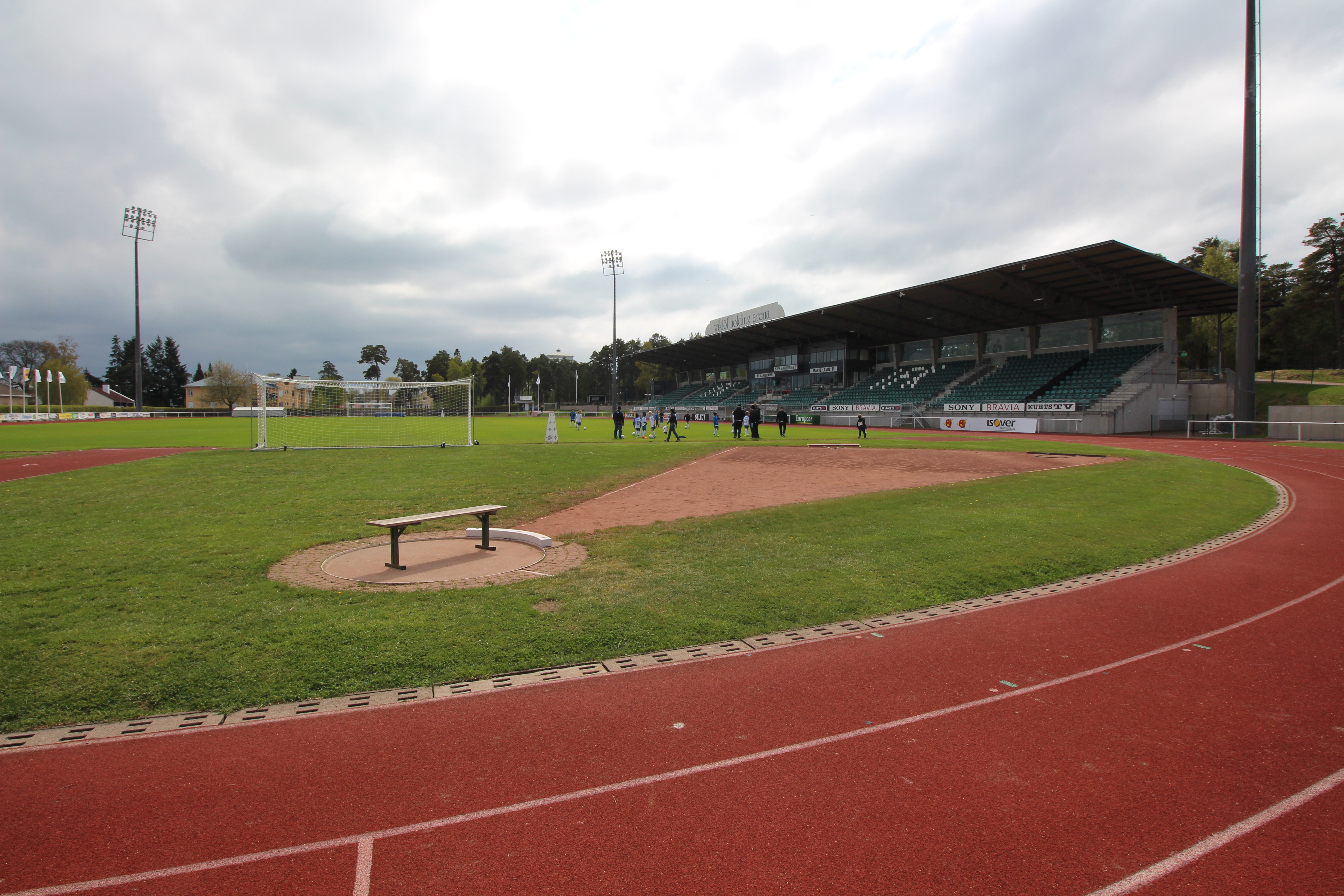